# 栗生神社
栗生神社（くりゅうじんじゃ）は、群馬県桐生市黒保根町上田沢にある神社。旧社格は村社で、本殿が群馬県指定重要文化財、大スギが群馬県指定天然記念物となっている。

## 概要
桐生市北部の黒保根町にそびえる栗生山の麓に鎮座する。
慶雲4年（707年）創祀との口承がある。
明治10年（1877年）の神社明細帳によれば、祭神は新田義貞の家臣である栗生左衛門頼方。栗生頼方は栗生顕友と同一人物であるともその父であるともされる。
明治42年（1909年）に近隣の神社を合祀し「田沢神社」と称したが現在は栗生神社となっている。
境内末社・太郎神社の祭神は承久の乱で後鳥羽上皇方について敗れた足利忠弘（足利忠綱の孫）と伝わる。

## 文化財
群馬県指定重要文化財
- 栗生神社本殿附棟札（平成11年4月30日指定）
  - 一間社流造で寛政2年（1790年）の建築。彫物師は関口文治郎とその一門[1][3]。

群馬県指定天然記念物（平成9年3月28日指定）

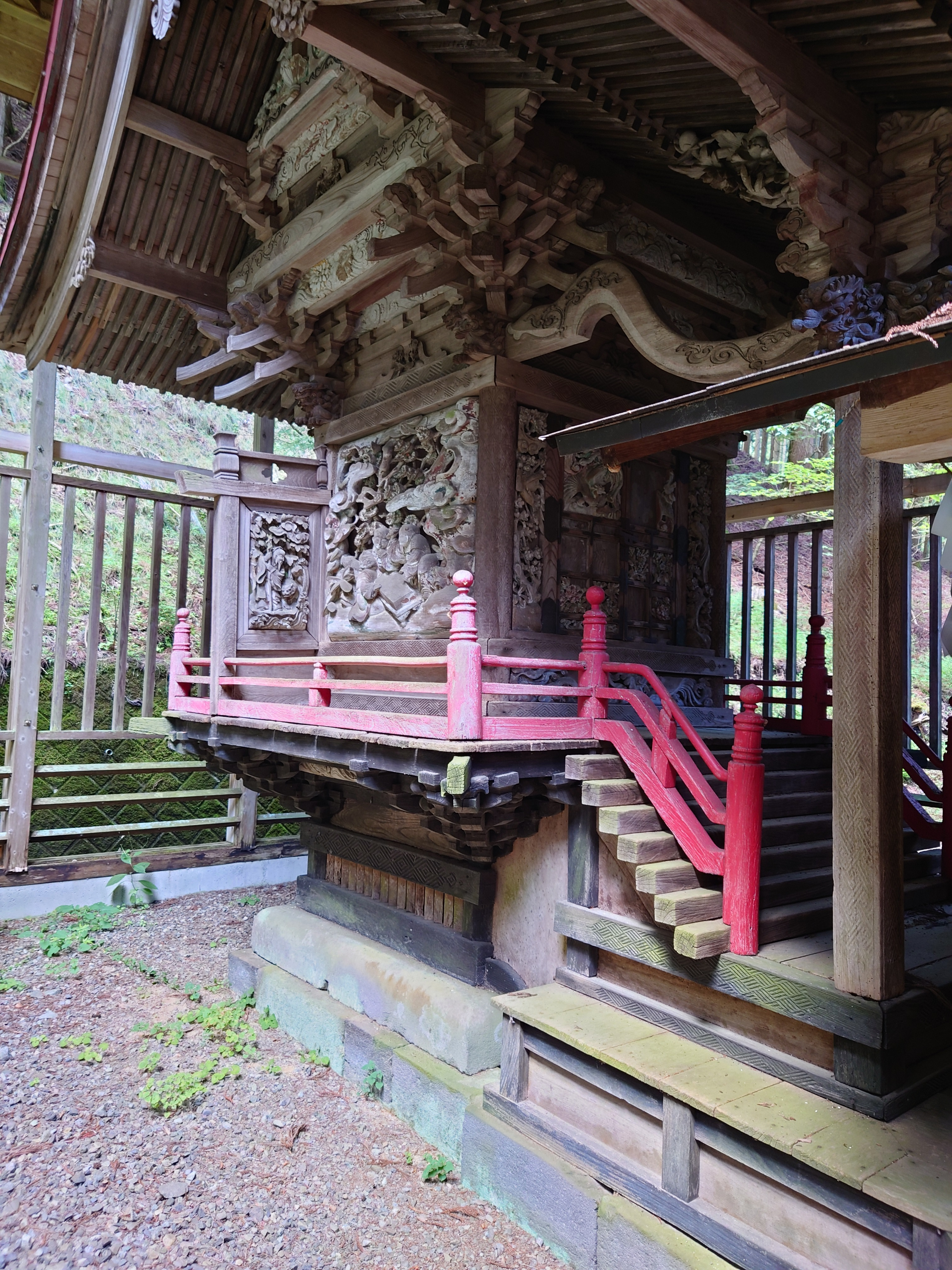
本殿
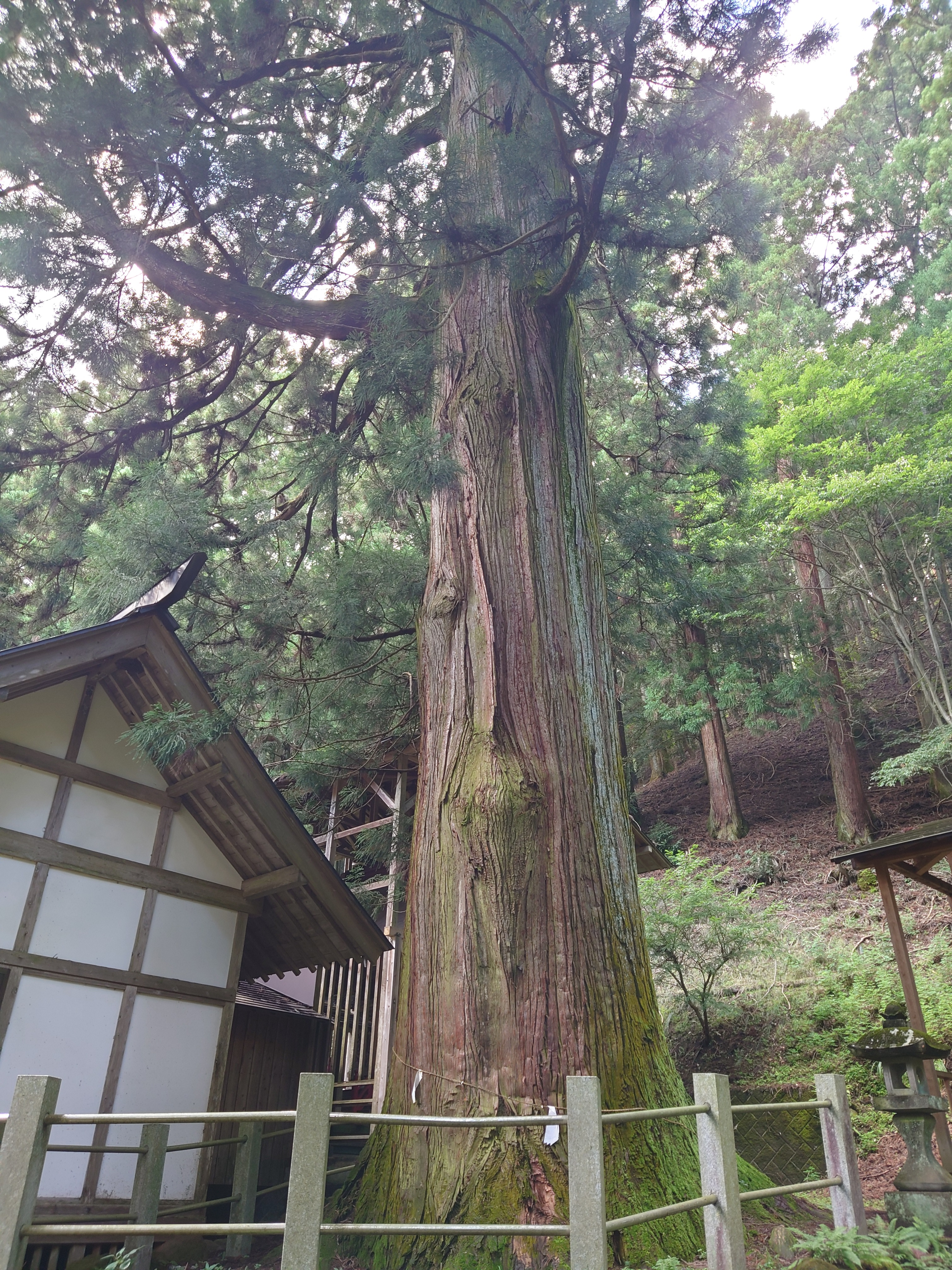
大スギ

- 黒保根栗生神社の大スギ  - 本殿
  - 大スギ

## 交通
沼田屋タクシー（本宿 - 上田沢線）「栗生神社前」バス停下車。